# Cupido crawshayi
Cupido crawshayi är en fjärilsart som beskrevs av Butler 1899. Cupido crawshayi ingår i släktet Cupido och familjen juvelvingar. Inga underarter finns listade i Catalogue of Life.